# سؤال بحثي
السؤال البحثي هو "سؤال يسعى مشروع البحث للإجابة عليه". يعتبر اختيار سؤال البحث عنصرًا أساسيًا لكل من البحوث الكمية والنوعية. سيتطلب التحقيق جمع البيانات وتحليلها، وستتباين منهجية ذلك على نطاق واسع. تسعى أسئلة البحث الجيدة إلى تحسين المعرفة حول موضوع مهم، وعادة ما تكون ضيقة ومحددة.
لتكوين سؤال بحثي، يجب تحديد نوع الدراسة التي ستُجرى مثل الدراسة النوعية أو الكمية أو الدراسة المختلطة. قد تؤثر عوامل إضافية، مثل تمويل المشروع، ليس فقط على سؤال البحث نفسه ولكن أيضًا على متى وكيف تتكون خلال عملية البحث. يقترح الأدب العلمي عدة أشكال على معايير اختيار بناء سؤال البحث، مثل طريقتي FINER أو PICOT.

## تعريف
يجيب جواب السؤال البحثي على مشكلة بحثية أو سؤال بحثي. يعتبر تحديد سؤال البحث، وهو "المحور الرئيسي الذي يجب معالجته من خلال أطروحة أو رسالة أو مشروع بحثي رسمي"، عادةً من الخطوات الأولى التي يتخذها الباحث عند إجراء البحث. قد تؤثر اعتبارات مثل تمويل المشروع أو المناهج المنهجية على عملية البحث، بما في ذلك متى وكيف يُطور سؤال البحث. يمكن أن يصبح تحديد سؤال البحث بشكل واضح ودقيق عملية تكرارية. يعتمد بناء السؤال على نوع البحث أو التخصص.

## بناء سؤال البحث
تحديد سؤال البحث هو إحدى الخطوات المنهجية الأولى التي يتعين على الباحث اتخاذها عند إجراء البحث. يمكن أن يكون الاهتمام بموضوع معين أو معرفته مفيدًا في بناء سؤال البحث. يتحدد تكوين سؤال البحث إلى حد كبير من خلال نوع المعلومات ومكان الحصول عليها، وكذلك يؤثر على كليهما. يجب تحديد سؤال البحث بدقة ووضوح. يعد اختيار سؤال البحث العنصر الأساسي لكل من البحوث الكمية والنوعية، وفي بعض الحالات قد يسبق بناء الإطار المفاهيمي للدراسة؛ على أي حال، فهو يجعل الافتراضات النظرية في الإطار أكثر صراحة ويشير إلى ما يريد الباحث معرفته بشكل أساسي وأولاً. لذلك، يجب على الباحث أولاً تحديد نوع الدراسة (نوعية، كمية، أو مختلطة) قبل تطوير سؤال البحث. قد يصبح تكوين سؤال البحث عملية تكرارية عندما لا تتناسب معايير عملية البحث، مثل مجال الدراسة أو المنهجية، مع السؤال الأصلي. يقترح الأدب العلمي عدة طرق لاختيار معايير في تطوير سؤال البحث، اثنتان منها هما طريقتي فينر وبيكوت.

### أمثلة على طرق البناء

#### معايير فينر
يمكن أن تكون طريقة فينر أداة مفيدة لرسم معايير البحث المستخدمة في بناء سؤال بحث. بسبب مرونة المعايير، يمكن استخدام هذه الطريقة في مجموعة متنوعة من سيناريوهات البحث. تدفع طريقة فينر الباحثين إلى تحديد ما إذا كان لديهم الوسائل والاهتمام بإجراء الدراسة. كما أنه يطلب من المرء النظر في الآثار المترتبة على الأخلاقيات، وكذلك أهمية البحث.
وفقًا لفاروجيا واخرون، فإن معايير فينر "تسلط الضوء على نقاط مفيدة يمكن أن تزيد من فرص تطوير مشروع بحثي ناجح". اُقترحت هذه المعايير لأول مرة في كتاب تصميم الأبحاث السريرية من قبل ستيفن هولي واخرون، والتي تُفصل أدناه.
F – قابل للتنفيذ (Feasible)
- عدد مناسب من المباحث
- خبرة فنية كافية
- معقول من حيث الوقت والمال
- قابل للإدارة من حيث النطاق

I – مهم (Interesting)
- الحصول على الإجابة يثير اهتمام الباحثين والنظراء والمجتمع

N – جديد (Novel)
- يؤكد أو يدحض أو يوسع نتائج الأبحاث السابقة

E – أخلاقي (Ethical)
- قابل للدراسة بحيث يوافق عليه مجلس المراجعة المؤسسية

R – ذو صلة (Relevant)
- بالمعرفة العلمية
- بالسياسة الصحية والسريرية
- بالأبحاث المستقبلية

#### معايير بيكوت
تستخدم معايير بيكوت عادة لصياغة أسئلة تُستخدم في الدراسات القائمة على الأدلة، مثل الدراسات الطبية. قد يركز هذا البحث على تقييم أو تقييم المرضى أو المشاكل، وكذلك على ما قد يكون العامل (العوامل) المسببة مع مجموعات الضبط والتجريبية.
P – مريض (أو مشكلة)
I – تدخل (أو مؤشر)
C – مجموعة مقارنة
O – نتائج
T – وقت
استكمالًا لعملية البحث، يقوم الباحث بعد ذلك بإجراء البحث اللازم للإجابة على سؤال البحث، سواء أكان ذلك يتضمن قراءة المصادر الثانوية على مدار أيام قليلة لمشروع جامعي للطلاب البكالوريوس، أو إجراء بحث أساسي على مدار سنوات لمشروع كبير. بمجرد اكتمال البحث ومعرفة الباحث للإجابة (المحتملة) على سؤال البحث، يمكن البدء في الكتابة (وهو أمر مختلف عن كتابة الملاحظات، وهي عملية مستمرة خلال مشروع بحث). في الأوراق البحثية، عادةً ما تُقدم إجابة السؤال بشكل موجز في المقدمة على شكل بيان أطروحة.

## الأسئلة البحثية المجمعة والتنسيق
غالبًا ما يتواصل العلماء فيما بينهم حول الأسئلة البحثية المفتوحة. وفي بعض الأحيان تُجمع هذه الأسئلة أو تُحصل من الجمهور، وقد تُصنف حسب الأولوية أو إضافة تفاصيل أخرى إليها. تعد المراجعات العلمية لمجال فرعي معين أو سؤال بحثي محدد، بما في ذلك المراجعات المنهجية والتحليلات التجميعية، من الطرق الشائعة لتحديد الأسئلة البحثية المفتوحة، والتواصل بها، وتأكيدها، وتحديد أولوياتها. تشمل القنوات الأخرى تقارير الصحفيين العلميين والمواقع الإلكترونية المخصصة (فرعية) مثل "الأسئلة البحثية حسب التخصص" على موقع 80000hours.org أو مقالات ويكيبيديا عن "قائمة المسائل غير المحلولة"، والدراسات التجميعية/التكاملية، بالإضافة إلى المنشورات غير المحلولة على الإنترنت في مواقع الويب والمنتديات الخاصة بالأسئلة والأجوبة، والتي تُصنف أو تُوضع علامة عليها في بعض الأحيان على أنها غير محلولة. لقد اُستخدمت استطلاعات الرأي عبر الإنترنت لتوليد مواضيع بحثية ذات أولوية تُصنف بعد ذلك إلى موضوعات أوسع. قد يؤدي هذا إلى تحسين أهمية وقيمة البحث أو تعزيز المنطق لتكريس المجتمع للموارد المحدودة أو توسيعها أو لتمويل دراسة معينة.

### ترتيب الأولويات والتقييمات
فيما يتعلق بالأولويات والمفاهيم ذات الصلة، تقترح إستراتيجية التطوير التكنولوجي التفاضلي التركيز بشكل أساسي على الأسئلة والأدوات التي يُعتقد أنها تزيد من السلامة وتخفف من المشكلات بدلاً من التقنيات الخطرة التي يفضل تأجيلها. فيما يتعلق باستراتيجيات التحكم في محركات الجينات، حذر الباحثون من أن ذلك قد يؤدي إلى شعور زائف بالأمان يعاكس الأهداف المرجوة. قد لا يكون كل تقدم تكنولوجي مفيدًا بشكل عام أو في السياقات المعاصرة (البيئات أو الأنظمة) وقد تؤدي الأبحاث المختلفة على سبيل المثال إلى جائحات مصممة هندسياً.
تقترح العديد من الدراسات "أسئلة بحثية غير مهمة، [وتقدم] مساهمات هامشية فقط". تقترح إحدى الدراسات أنه في حين أن الأبحاث حول تغير المناخ "قيمة، إلا أنها لا تتصدى بشكل مباشر للسؤال الأكثر إلحاحًا: كيف يمكن تغيير المجتمع للتخفيف من تغير المناخ في الوقت الحالي". في الإطار الأخلاقي للإيثار الفعال، تُحدد أسئلة البحث ذات الفوائد المحتملة الأكبر من الاستثمارات (ليست بالضرورة مالية) لتعظيم فوائد البحث. جمع موقع 80,000 Hours قائمة صغيرة بـ "أسئلة البحث التي يمكن أن يكون لها تأثير اجتماعي كبير، مرتبة حسب التخصص". في مجال أبحاث الصحة العامة، "من الضروري أن تكون أسئلة البحث المطروحة مهمة وأن تلبي الأبحاث الممولة حاجة بحثية أو فجوة في الأدلة".

### تقنية المعلومات والاتصالات والمشاركة والإجراءات الروتينية
يمكن للمنصات، على سبيل المثال منصات علوم المواطن، أن "تدعم تحديد المشاكل وصياغة أسئلة البحث وتصميم الدراسة". يمكن للبحث التشاركي أن "يحسن نتائج الدراسة ويعزز سهولة الوصول إلى البيانات وفائدتها وكذلك زيادة الشفافية العامة". يمكن للمشاركين إجراء مناقشات متواصلة وتكرارات حول أسئلة جديدة. يمكن وضع أسئلة البحث على مستويات مختلفة من التفاصيل - من الأسئلة العامة إلى الأسئلة المحددة للغاية - وهي دلالية أو يمكن عرضها بشكل متداخل - على سبيل المثال من خلال أشجار الفئات. في إحدى المنصات، حول علم الغزو البيئي وبناءً على ويكي بيانات، يمكن للمستخدمين "التركيز على أسئلة البحث الرئيسية والفرضيات" في هذا المجال، "والتي ترتبط بالدراسات المنشورة ذات الصلة في المجال، وإذا توفرت، البيانات الأولية الأساسية" باستخدام أدوات مثل مشروع ويكيميديا سكوليا. قد يختلف الأفراد "الذين يمكنهم طرح أسئلة جديدة ومغيرة للمجال" عن "الذين يمكنهم الإجابة عليها" أو يختلفون بحسب السؤال. ترجمة مشكلة (اجتماعية) "من معناها في سياق يومي إلى سؤال بحث علمي صالح يعني تحديد أهداف البحث بطريقة تضمن ضيق مساهمتها في الحلول العملية لمشكلة اجتماعية بما يكفي لتكون مفيدة". تلعب كل من المعرفة العملية اليومية والمعرفة العلمية دورًا في هذه العملية. في البحث متعدد التخصصات، يحدث التكامل "على مستوى طرح أسئلة البحث في المجالات المتداخلة بين مختلف التخصصات". وهناك بحث حول تمكين عرض المعرفة العلمية "المُثرية بشكل مرن بالمعلومات السياقية" لأسئلة بحث محددة.
تحديد أسئلة البحث المفتوحة قد يكون مفيدًا لاعتماد وتطبيق العلم في المجتمع وتسريع البحوث والتطوير المحددين. وقد ورد اقتراح بإنشاء منظمة غير ربحية عامة تحدد "الثغرات في العلم التي تحتاج إلى معالجة"، وذلك فيما يتعلق بمجال نظام الغذاء المستدام.

### أمثلة ونطاق "أسئلة البحث"
على غرار تحديد أسئلة البحث المفتوحة، كانت هناك أيضًا مقترحات لدمج مجالات أو مصادر بيانات ومعرفة محددة كموضوع أو منهجية للبحث الجديد أو للانخراط بشكل علمي أكثر في موضوعات بحث محددة إلى جانب إنشاء أنظمة جديدة عالية الجودة لجمع البيانات. أحد الأساليب لتوليد أسئلة البحث هو تحديد وتسليط الضوء على ومناقشة مسلمات النظريات والدراسات الحالية.
في بعض الأحيان تتداخل الأسئلة البحثية مع أو تشير أيضًا إلى تحديات نظرية أو مجال معين، مثل كيفية حل المشكلات المعروفة في النموذج المعياري. كما يمكن أن تتداخل قضايا البحث وفجوات المعرفة أو تكون مرادفة لها.
تشمل أمثلة قوائم الأسئلة البحثية المفتوحة المهمة في المراجع قائمة بـ "الأسئلة الرئيسية المعلقة" لإطالة عمر الإنسان (تطبيقية)، والأسئلة البحثية "الأساسية" عن الأحياء الجوفية [الإنجليزية]، والأسئلة البحثية المفتوحة للتوائم الرقمية (عبر المجالات)، والأسئلة المفتوحة في قياس أداء سلاسل التوريد المستدامة، وفجوات المعرفة في مقاومة مضادات الميكروبات، والأسئلة التي لم تُتناول أو تُهمل في المؤلفات حول أنظمة الطاقة المتجددة بنسبة 100%.

## الأنواع والأهداف
يخدم سؤال البحث هدفين اثنين:
1. يحدد أين وما نوع البحث الذي سيبحث عنه الكاتب.[29]
2. يحدد الأهداف المحددة التي ستتناولها الدراسة أو الورقة.

لذلك، يجب على الكاتب أولاً تحديد نوع الدراسة (نوعية، كمية، أو مختلطة) قبل تطوير سؤال البحث.

### الدراسة النوعية
تهدف الدراسة النوعية إلى معرفة السبب أو الكيفية، لذلك يجب توجيه بحث الكاتب نحو تحديد ماذا ولماذا وكيف لموضوع البحث. وعليه، عند صياغة سؤال بحث لدراسة نوعية، سيحتاج الكاتب إلى طرح سؤال لماذا أو كيف حول الموضوع. على سبيل المثال: كيف نجحت الشركة في تسويق منتجها الجديد؟ عادةً ما تشمل المصادر المطلوبة للدراسة النوعية النصوص المطبوعة والإنترنت (الكلمات المكتوبة) والوسائط الصوتية والبصرية.
فيما يلي مثال كريسويل (2009) على نص لسؤال مركزي في البحث النوعي:
- _________(كيف أو ماذا) هي _________ (قصة لـ" للبحث السردي؛ "معنى" الظاهرة في علم الظواهر؛ "نظرية تفسر عملية" للنظرية راسخة؛ "نمط مشاركة الثقافة" للإثنوغرافيا؛ "مسألة" في "القضية" لدراسة الحالة) لـ _________ (الظاهرة المركزية) لـ _________ (المشاركين) في _________ (موقع البحث).

### الدراسة الكمية
تهدف الدراسة الكمية إلى معرفة أين أو متى، لذلك يجب توجيه بحث الكاتب نحو تحديد موقع أو توقيت موضوع البحث. وبالتالي، عند صياغة سؤال بحث لدراسة كمية، سيحتاج الكاتب إلى طرح سؤال حول أين أو متى حول الموضوع. على سبيل المثال: أين يجب أن تسوق الشركة منتجها الجديد؟ وعلى عكس الدراسة النوعية، فإن الدراسة الكمية هي تحليل رياضي لموضوع البحث، لذلك سيتكون بحث الكاتب من أرقام وإحصائيات.
إليك مثال كريسويل (2009) على نص برمج لسؤال بحثي كمي:
- هل تفسر نظرية _________ (أدخل اسم النظرية) العلاقة بين _________ (المتغير المستقل) و_________ (المتغير التابع) مع الأخذ بعين الاعتبار تأثير _________ (المتغير الضابط)؟

وبدلاً من ذلك، يمكن أن يكون نص برمجة الفرضية الصفرية الكمية على النحو التالي:
- لا يوجد فرق كبير بين _________ (المجموعتين الضابطة والتجريبية على المتغير المستقل) على _________ (المتغير التابع).

الدراسات الكمية تندرج أيضًا تحت فئتين:
1. الدراسات الارتباطية: الدراسة الارتباطية هي دراسة غير تجريبية، حيث تتطلب من الباحث دراسة العلاقات دون التلاعب بموضوعات البحث أو اختيارها عشوائيًا. قد يبدو سؤال البحث لدراسة ارتباطية على هذا النحو: ما العلاقة بين المسافرين لمسافات طويلة واضطرابات الأكل؟
2. الدراسات التجريبية: الدراسة التجريبية تجريبية من حيث أنها تتطلب من الباحث التلاعب بموضوعات البحث واختيارها عشوائيًا. قد يبدو سؤال البحث لدراسة تجريبية على هذا النحو: هل يؤدي تناول الوجبات السريعة إلى اضطرابات الأكل؟

### الدراسة المختلطة
تجمع الدراسة المختلطة بين الدراسات النوعية والكمية، لذلك يجب أن يركز بحث الكاتب على تحديد السبب أو الكيفية وماذا وأين ومتى لموضوع البحث. وبالتالي، سيحتاج الكاتب إلى صياغة سؤال بحث لكل دراسة مطلوبة للمهمة. يُتوقع أن تحتوي الدراسة النموذجية على ما بين سؤال بحث واحد إلى ستة أسئلة بحث.
بمجرد أن يحدد الكاتب نوع الدراسة المراد استخدامها والأهداف المحددة التي ستتناولها الورقة، يجب على الكاتب أيضًا أن يضع في اعتبار ما إذا كان سؤال البحث يجتاز اختبار "لماذا هذا مهم". يعني اختبار "لماذا هذا مهم" أن على الكاتب بناء أدلة لإقناع القراء بأن البحث يُتوقع أن يضيف معرفة جديدة أو مفيدة إلى المؤلفات.

## المصطلحات ذات الصلة

### إشكالية
مصطلح "إشكالية" هو مصطلح يعمل بشكل مشابه لمشكلة البحث أو السؤال الذي يُستخدم عادةً عند معالجة المشكلات العالمية النظامية. برز المصطلح إلى الواجهة في عام 1970 عندما قام حسن أوزبيخان وإريش جانش وألكسندر كريستاكيس بتصور نشرة النادي الأصلي لروما بعنوان "مأزق البشرية". في هذا المنشور، حدد المؤلفون 49 مشكلة حرجة ومستمرة تواجه البشرية، قائلين "نجد أنه يكاد يكون من المستحيل رؤيتها كمشاكل قائمة بمعزل عن بعضها البعض - أو كمشاكل يمكن حلها بشروطها الخاصة... إنها هذه المنظومة المعممة للمشاكل، والتي نسميها 'الإشكالية' التي تكمن في وضعنا".
المواقف المشابهة للمشكلات العالمية في تعقيدها تسمى أيضًا بالمشكلات. تتلقى هذه المواقف تسميات مختلفة من قبل مؤلفين آخرين. في نظرية المنظمات والمجالات ذات الصلة، أطلق الباحثون تشارلز ويست تشيرشمان وهورست ريتل وملفين ويبر وكريس أرجيريس على هذه المواقف اسم "الـمـشـاكـل الخـبـيـثـة"، بينما أطلق عليها راسل أكوف اسم "الـعـبثية/فوضى".